# Roland Nef
Roland Beat Nef (* 1. Juli 1959 in Frauenfeld; heimatberechtigt in Urnäsch) ist ein Schweizer Offizier (Korpskommandant). Er war im Jahr 2008 Chef der Armee.

## Werdegang
Nef wuchs in Frauenfeld auf, studierte an der Universität Zürich Rechtswissenschaft und schloss mit dem Lizenziat ab. Als Verbindungsstudent erhielt er den Namen Taschte, da er Klavier und Orgel spielt. Er war eine Zeit lang Organist der Zürcher Guthirt-Kirche. 1988 trat er als Berufsoffizier in das Instruktorenkorps der Artillerie ein. 1999 besuchte er den Field Artillery Officer Advanced Course in Fort Sill, USA. Per 1. Januar 2002 wurde Nef zum Kommandanten der Panzerbrigade 4 ernannt, unter gleichzeitiger Beförderung zum Brigadier. In der Armee XXI übernahm er auf den 1. Januar 2004 das Kommando der Panzerbrigade 11. Seit Februar 2007 war er Kommandant des Lehrverbands Panzer/Artillerie in Thun.
Er wurde durch den Bundesrat Anfang Juni 2007 zum Chef der Armee (CdA) gewählt. Unter Beförderung vom Brigadier zum Korpskommandanten trat Nef am 1. Januar 2008 die Nachfolge von Christophe Keckeis an. In seine Amtszeit fiel das Bootsunglück auf der Kander mit fünf Todesopfern. Sein Amt legte er bereits ein halbes Jahr später wieder nieder, nachdem im Juli 2008 Medien Details zu seiner Wahl sowie zu einer damals hängigen Untersuchung gegen ihn veröffentlichten.
Als Chef der Armee war Roland Nef verantwortlich für die Entwicklung und Führung der Armee. Im Eidgenössischen Departement für Verteidigung, Bevölkerungsschutz und Sport (VBS) war er Leiter des Bereichs Verteidigung. Er führte die beiden Teilstreitkräfte Heer und Luftwaffe, die höhere Kaderausbildung der Armee (HKA), die Logistikbasis (LBA), die Führungsunterstützungsbasis (FUB), den Planungsstab der Armee (PST A) sowie den Führungsstab der Armee (FST A).

## Affäre zu privatem Fehlverhalten
Mitte Juli 2008 wurde publik, dass Roland Nef seiner Ex-Partnerin über Monate hinweg nachgestellt hat, weswegen sie ihn anzeigte. Der (Gesamt-)Bundesrat – ausser dem Vorsteher des Verteidigungsdepartements – wusste bei der Ernennung Nefs zum CdA von der damals laufenden Untersuchung nichts. Die ehemalige Partnerin war bereit, die Klage zurückzuziehen, woraufhin das Verfahren noch vor dem Amtsantritt des Armeechefs eingestellt wurde. Dies war eine vertraglich festgeschriebene Bedingung der Anstellung. Als Wiedergutmachung des bewirkten Unrechts bezahlte Nef ihr unter Aufsicht der Zürcher Staatsanwaltschaft eine Entschädigung in unbekannter Höhe. Nef reichte gegen diverse Medien Klage ein, mit der Begründung: «Einige Medien kolportieren Wahrheiten, Halbwahrheiten und Unwahrheiten, deren Mix und Verbreitung unabhängig vom Wahrheitsgehalt persönlichkeitsverletzend ist und auf eine Rufmord-Kampagne hinausläuft».
Departementschef Bundesrat Samuel Schmid bestätigte, dass der neugewählte CdA vor seiner Beförderung durch eine für die höchsten Bundesbeamten vorgeschriebene „erweiterte Sicherheitsprüfung mit Befragung“ unter anderem auf seine familiären Verhältnisse durchgeleuchtet wurde. Das vom Bundesrat unabhängige Sicherheitsprüforgan hatte Aktenzugang zum obigen Verfahren vor und nach seiner rechtskräftigen Einstellung und befragte Nef in einer Anhörung auch diesbezüglich, bevor das positive Prüfergebnis – vorschriftsgemäss ohne Details über die Privatsphäre – dem Bundesrat mitgeteilt wurde. Der Bundesrat nahm die CdA-Wahl im Bewusstsein vor, dass Nef, der 2005 als Armeekader bereits einer erweiterten Sicherheitsprüfung unterzogen worden war, die zum Amtsantritt nötige Wiederholung der Personensicherheitsprüfung erst nach seiner Wahl als Chef der Armee absolviert. Nachdem ihm noch zwei Tage zuvor durch Bundesrat Schmid das volle Vertrauen erteilt wurde, wurde Nef am 21. Juli 2008 von Schmid bis zum 20. August beurlaubt, um die Vorwürfe gegen ihn auszuräumen.
Am 25. Juli schlug Nef dem Bundesrat vor, das Arbeitsverhältnis im gegenseitigen Einvernehmen aufzulösen. Die Möglichkeit, die gegen ihn erhobenen Vorwürfe auszuräumen, nutzte Nef nicht; er gab zu, Fehler gemacht zu haben. Am 20. August 2008 schliesslich bestätigte der Bundesrat Nefs Demission und ernannte seinen Stellvertreter, Divisionär André Blattmann, interimistisch zum neuen CdA.

## Werdegang nach Armee
Pius Segmüller, der Nef persönlich aus seinem eigenen Militärdienst kannte, stellte Nef auf Mandatsbasis als Sicherheitsberater ein. Im September 2010 gab Blick.ch bekannt, dass Nef angeblich per E-Mail gekündigt hätte, was Segmüller wiederum nicht kommentierte.